# 9К111 Фагот
9К111 Фагот (наименование на НАТО: AT-4 Spigot) е съветска противотанкова ракета с кабелно управление. Разработването ѝ започва през 1962 в машинното дизайнерско бюро на град Тула. Паралелно с тази е разработена и друга ракета от ново поколение – 9К113 Конкурс. Ракетата влиза на въоръжение в съветската армия през 1970 година.

## Дизайн
Ракетата е с кабелно насочване и се изстрелва от установка 9П135, поставена на тринога. Към тръбата за изстрелване има и кутия с прибори за насочване. Общото тегло на системата е 35,5 кг. Операторът трябва да е залегнал, за да може да борави с установката ефективно, а прихващането е възможно само ако целта се движи със скорост до 60 км/ч. Вертикалната елевация на установката е от -20 до +20 градуса. Оптичният мерник има увеличителна способност до 10 пъти. Системата работи на принципа на студеното изстрелване (като при безоткатните оръдия), при което струя от газ, произведена от специален генератор, изтласква ракетата от тръбата с начална скорост от около 80 м/сек, а после се активира двигателят на самия боеприпас и ускорява до 186 м/сек. Точността на системата е около 90%, което прави 9К111 Фагот една от най-точните модерни ПТУР.

## Варианти
- 9К111 Фагот – начален модел
- 9К111-2 Фагот – подобрен двигател, и по-дълъг кабел, увеличаващ обсега до 2500 м. Бронепробиваемост – 480 мм ЛХБ.
- 9К111-М Фактория – с тандемна бойна глава с бронепробиваемост от 600 мм реактивна броня.

## Характеристики (9К111-2 Фагот)

### Ракета
- Насочване: Полуавтоматично командно зрително насочване
- Управление: кабелно
- Тегло: 13 кг
- Бронепробиваемост: 480 мм ЛХБ
- Минимален обсег: 70 м
- Максимален обсег: 2500 м
- Средна скорост: 186 м/сек
- Точност: 90%

### Установка
- Тегло: 22,5 кг
- Боекомплект: 4 ракети (+ още 4 в транспортно средство)
- Прибори за нощно виждане: да
- Ъгъл на полезрение: 4,5 градуса

## Оператори
- Алжир – 100
- Афганистан – 100
- Ангола – 100
- Босна и Херцеговина – 52
- Беларус – 500
- България – 222 (произвежда се местно)
- ГДР – бивш
- Гърция – 262
- Етиопия – 50
- Индия – 100
- Ирак
- Иран
- Казахстан
- Куба – 100
- Кувейт – 100
- Либия – 100
- Литва
- Мозамбик – 10
- Полша – 100
- Русия – 1000
- Северна Корея – 1100 (произвежда се местно, монтирани на повечето БТР-и)
- Сирия – 100
- Словакия – 50
- Словения – 10, бивш
- Сърбия – 250
- СССР – бивш
- Украйна – 800
- Унгария – 50
- Финландия – бивш
- Хизбула
- Хърватия – 119
- Чехия – 50
- Чехословакия – бивш